# Moulay Ali Cherif
Er-Rissani (ou Rissani) est aussi le nom d'un caïdat et d'une commune rurale de la province d'Errachidia.
 (avril 2021).
Moulay Ali Chérif (Anwar)  (arabe : مولاي علي الشريف), plus connue sous son nouveau nom Rissani (arabe : الريصاني « Er-Rissani » ; en tamazight ⵔⵉⵙⵙⴰⵏⵉ), et autrefois de Sijilmassa, est une ville de la province d'Errachidia, dans la région Drâa-Tafilalet, au Maroc.

## Histoire
Rissani est l’ancienne capitale du Tafilalet. Sous le nom de Sijilmassa, elle est un ancien centre caravanier majeur du commerce transsaharien, le plus important du Maroc, au Moyen Âge. L’essentiel du trafic avec l’Afrique portait alors sur l’or, l’ivoire, les esclaves et le sel, en provenance du Soudan, qui comprend notamment l'actuel Mali.
Hassan al-Dakhil, l'ancêtre de la dynastie des Alaouites venu d'Arabie, se serait installé dans cette ville (alors Sijilmassa) au XIIIe siècle.

## Économie
Le cuir du Tafilalet se faisait à Rissani, et n’avait pas d’égal dans le Maroc entier. Il s’agit d’un cuir fin et souple, fait de peaux de chèvres tannées avec des écorces de tamaris.
Rissani est resté un des grands centres commerciaux de la région, avec un grand souk, particulièrement animé de nos jours les mardis, jeudis et dimanches.
Sa situation comme carrefour entre le nord et le sud confère à la ville un statut important.
La ville, toujours communément appelée Rissani, a été rebaptisée[Quand ?] du nom de Moulay Ali Cherif, chef du Tafilalet au XVIIe siècle et père de l'actuelle dynastie alaouite, dont le mausolée constitue un point d’attrait culturel, religieux et touristique local.
Administrativement, « Er-Rissani est une commune urbaine et donne également leur nom au caïdat et à la commune rurale d'er-Rissani.

## Culture et patrimoine

### Lieux et monuments
« Er-Rissani comporte une kasbah du XVIIe siècle et des souks animés.

### Personnalités liées à la commune
- Le rabbin Israël Abehassera, plus connu sous le nom de « Baba salé », y est né en 1890.